# Mlada
A Mlada Nyikolaj Andrejevics Rimszkij-Korszakov 1889–1890 között komponált négyfelvonásos opéra-balletje, szövegkönyvét Sztyepan Gegyeonov nyomán a zeneszerző írta. A darab ősbemutatója 1892-ben zajlott le Szentpéterváron a Mariinszkij Színházban. Az ősbemutató nem ért el különösebb sikert, így a Mlada nem vált repertoárdarabbá. Az operát legközelebb a szentpétervári konzervatóriumban mutatták be 1904-ben, majd 1913-ban színre került Moszkvában is, aztán 1923-ban felújította a Mariinszkij Színház is.

## Az opera énekes szereplői
| Szerep                     | Hangfevkvés  |
| -------------------------- | ------------ |
| Msztyivoj, Retra fejedelme | basszus      |
| Vojszlava, a lánya         | szoprán      |
| Jaromir herceg             | tenor        |
| Lumir, cseh dalnok         | alt          |
| Egy mór a kalifátusból     | tenor        |
| Egy novgorodi              | tenor        |
| A novgorodi felesége       | mezzoszoprán |
| Egy varég                  | bariton      |
| Tiun                       | basszus      |
| Radegaszt isten papja      | bariton      |
| Mlada szelleme             | néma szerep  |

- Játszódik: Retrában, az Elba partján, a 9–10. században

## Az opera cselekménye
Msztyivoj meg akarja szerezni Jaromir birodalmát. Vojszlava a segít apjának keresztülvinni a terveit, ugyanis szereti a herceget és ő akar a felesége lenni. Mérgezett jegygyűrűt ajándékoz Mladának, aki az esküvője napján meghal. Ez az opera előtörténete, a szövegkönyv itt veszi fel a történet fonalát. A gyilkosság után Vojszlava Morena segítségét kéri a herceggel kötendő házasság összeboronálásához. A herceg bele is szeret a lányba, de álmában megjelenik neki halott menyasszonya szelleme, ez pedig felkelti a gyanakvását. Aztán amikor a Szentiván-éji ünnepségen a herceg táncolni kezd újdonsült feleségével, ismét megjelenik Mlada árnyalakja, és szétrebbenti a fiatal párt. Jaromir bódultan siet régi kedvese képe elé. Ezután álmában újra megjelenik Mlada, aki mindenhová követi. Morena el akarja szakítani őket egymástól, de több isten is Mlada pártját fogja. A herceg felriad, majd felkeresi Radegaszt főpapját és elmeséli neki látomásait. A főpap megidézi a szellemet, aki halálra ítéli Vojszlavát. Ezt követően hatalmas földrengés rázza meg Retra birodalmát, melynek következtében a közeli tó elönti az országot. Az özönvízben életét veszti Vojszlava is, Mlada és Jaromir szelleme pedig egyesül az égben.